# Михаил Ганев
Михаил Ганев е български състезател по борба, свободен стил, в категория до 84 кг.
Роден е на 5 януари 1985 г. гр. Златарица, Община Златарица. Състезава се за младежкия клуб „Царевец Етър- 93“. Сред постиженията му са:
- 7 място СП – юноши в Истанбул (2003)
- 7 място ЕП – юноши във Вроцлав (2005)
- Световен шампион за юноши във Вилнюс (2005)
- 5 място СП – мъже в Гуанджоу (2006)
- 5 място ЕП – мъже в София (2007)
- Световен шампион от Москва (2010)
- Златният пояс „Дан Колов“ (2006 и 2012)
- златен медал на турнира по свободна борба „Монголия Оупън“ в Улан Батор (2012)
- Cребърен медал в категория до 84 килограма на Европейското първенство по борба свободен стил в Белград (2012)
- През 2019 г. на местните избори е избран за кмет в родния си град - Златарица.